# Erioptera (Mesocyphona) fossarum
Erioptera (Mesocyphona) fossarum is een tweevleugelige uit de familie steltmuggen (Limoniidae). De soort komt voor in het Palearctisch gebied.